# Њујорк
Њујорк (енгл. New York), званично Град Њујорк (енгл. The City of New York), јесте град с највише становника у САД, и у центру је међународних финансија, политике, забаве и културе. Првобитно се звао Нови Амстердам, а 1664. године Енглези су му дали име Њујорк (Нови Јорк) у част војводе од Јорка. Њујорк је један од највећих градова света, и седиште је великих музеја, галерија, међународних корпорација и берзи. Град је и седиште свих међународних амбасада при Уједињеним нацијама, чије се седиште такође налази у Њујорку. Према попису становништва из 2020. у њему је живело  8.804.199 становника, на 800 km². Њујорк је најгушће насељени међу већим градовима у САД. Близу 800 језика је у употреби, што га сврстава на прво место међу градовима света по језичкој разноврсности. Према проценама из 2020. године на ширем градском подручју живи 20.140.470 милиона становника.
Данашњи симболи Њујорка су: Вол стрит, Кип слободе (поклон Француске, подигнут је 1886), Бруклински мост (који спада у највеће и најдуже мостове света и спаја Менхетн и Бруклин), Емпајер стејт билдинг, Крајслер зграда итд. Ту је био и Светски трговински центар, који је срушен 11. септембра 2001 у терористичком нападу. Позната места су и Пета авенија, Тајмс сквер, Сентрал парк, Метрополитен музеј и Бродвеј, булевар који се протеже од југа до севера Менхетна, а у чијем централном делу (Midtown) се налазе многа позоришта.
Град Њујорк се налази у држави Њујорк. Уже градско језгро се састоји из пет градских општина: Бруклин, Бронкс, Менхетн, Квинс, и Статен Ајланд — од којих би свака била велеград да се не налази у Њујорку. Оне су се ујединиле у један град 1898. године.
У граду се налазе бројни универзитети и колеџи, међу којима су најпознатији: Универзитет Колумбија, Универзитет Њујорк, Универзитет Рокфелер, који се налазе међу првих 35 у свету.
Када је Њујорк преузет од Холанђана, промењен му је првобитни назив, Нови Амстердам, у Њујорк, по енглеском војводи од Јорка и Олбенија (који је био брат енглеског краља Чарлса II), 1664. Њујорк је био енглеска колонија, док није стекао независност, 4. јула 1776.

## Географија
Њујорк се налази на североистоку Сједињених Држава, на југоистоку савезне државе Њујорк и то отприлике на пола пута између Вашингтона и Бостона. Положај на ушћу реке Хадсон значајно је допринео да град постане значајна трговачка лука. Већи део Њујорка је изграђен на три острва: на Менхетну, Стејтен Ајланду и Лонг Ајленду, што је утицало на то да је град данас има велику густину насељености.
Река Хадсон протиче кроз истоимену долину и улива се у Њујоршки залив, а такође она га раздваја од Њу Џерзија.
Током глацијације у Висконсину, пре 75.000 до 11.000 година, област Њујорка се налазила на ивици великог леденог покривача преко 610 m у дубину. Ерозивно кретање леда напред (и касније повлачење) допринело је раздвајању онога што је сада Лонг Ајленд и Статен Ајленд. Та акција је такође оставила темељ на релативно малој дубини, пружајући чврсту основу за већину небодера на Менхетну.
Река Хадсон одваја град од америчке државе Њу Џерси. Ист Ривер — плимни мореуз — тече из Лонг Ајленда залива и одваја Бронкс и Менхетн од Лонг Ајленда. Река Харлем, још један плимни мореуз између река Исток и Хадсон, одваја већи део Менхетна од Бронкса. Река Бронкс, која протиче кроз округ Бронкс и Вестчестер, једина је потпуно слатководна река у граду.
Градско земљиште је значајно измењено људском интервенцијом, уз значајну амелиорације дуж обале од холандских колонијалних времена; рекултивација је најистакнутија у Доњем Менхетну, са развојем као што је Батери Парк Сити 1970-их и 1980-их. Неки од природних рељефа у топографији су уједначени, посебно на Менхетну.
Укупна површина града је 1223,59 km2; 778,18 km2 града је земљиште и 445,41 km2 од овога је вода. Највиша тачка у граду је Тот Хил на Статен Ајленду, који је на 124,9 m изнад нивоа мора, је највиша тачка на источној обали јужно од Мејна. Врх гребена је углавном прекривен шумама као део зеленог појаса Статен Ајленда.

### Клима
Према Кепеновој класификацији климе, користећи 0 °C (32 °F) изотерма, Њујорк има влажну суптропску климу и најсевернији је велики град на северноамеричком континенту са овом категоризацијом. Предграђа на непосредном северу и западу леже у прелазној зони између влажне суптропске и влажне континенталне климе. Према Тревартхиној класификацији, град је дефинисан као град са океанском климом (До). Годишње, град у просеку има 234 дана са барем мало сунца.  Град се налази у УСДА 7б зони отпорности биљака.
Зиме су хладне и влажне, а преовлађујући обрасци дувања морски поветарац ублажавају умерене ефекте Атлантског океана; ипак Атлантик и делимична заштита од хладнијег ваздуха Апалачким планинама одржавају град топлијим зими од градова у унутрашњости Северне Америке на сличним или мањим географским ширинама као што су Питсбург, Синсинати и Индијанаполис. Средња дневна температура у јануару, најхладнијем месецу у овој области, износи 33,3 °F (0,7 °C) . Температуре обично падају на 10 °F (−12 °C) неколико пута током зиме, али може достићи и 60 °F (16 °C) неколико дана чак иу најхладнијем зимском месецу. Пролеће и јесен су непредвидиви и могу варирати од хладног до топлог, иако су обично благе са ниском влажношћу. Лета су обично врућа и влажна, са средњом дневном температуром од 77,5 °F (25,3 °C) у јулу.
Ноћне температуре се често повећавају због ефекта урбаног топлотног острва. Дневне температуре прелазе 90 °F (32 °C) у просеку 17 дана сваког лета, а у неким годинама прелази 100 °F (38 °C), иако је ово ретко, последњи пут се догодило 18. јула 2012.  Слично, очитавања од 0 °F (−18 °C) су такође изузетно ретка, последњи пут су забележана 14. фебруара 2016. Екстремне температуре су се кретале од −15 °F (−26 °C), забележено 9. фебруара 1934. до 106 °F (41 °C) 9. јула 1936; најхладнија забележена хладноћа ветра била је −37 °F (−38 °C) истог дана када је је забележена и најнижа температура. Рекордни хладни дневни максимум износио је 2 °F (−17 °C) 30. децембра 1917, док је рекордно топли дневни минимум износио 87 °F (31 °C), 2. јула 1903.  Просечна температура воде оближњег Атлантског океана креће се од 39,7 °F (4,3 °C) у фебруару на 74,1 °F (23,4 °C) у августу.
Град добија 49,5 in (1.260 mm) падавина годишње, које су релативно равномерно распоређене током целе године. Просечна падавина снега између 1991. и 2020. износила је 29,8 in (76 cm); ово значајно варира између година. Урагани и тропске олује су ретке у области Њујорка. Ураган Сенди донео је разорну олују у Њујорку увече 29. октобра 2012, поплавивши бројне улице, тунеле и линије метроа у Доњем Менхетну и другим деловима града и искључивши струју у многим деловима града и његовим предграђа. Олуја и њен дубок утицаји подстакли су дискусију о изградњи морских зидова и других обалних баријера око обала града и градског подручја како би се смањио ризик од деструктивних последица још једног таквог догађаја у будућности.
Најхладнији месец забележен је јануар 1857, са средњом температуром од 44,4 °F (6,9 °C) док су најтоплији забележени месеци јул 1825. и јул 1999., оба са средњом температуром од 81,4 °F (27,4 °C) . Најтоплије забележене године су 2012. и 2020., обе са средњом температуром од 57,1 °F (13,9 °C) . Најхладнија година је 1836, са средњом температуром од 47,3 °F (8,5 °C). Најсушнији месец забележен је јун 1949, са 0,02 in (0,51 mm) падавина. Најкишнији месец био је август 2011, са 18,95 in (481 mm) падавина. Најсушнија забележена година је 1965, са 26,09 in (663 mm) падавина. Најкишнија година била је 1983, са 80,56 in (2.046 mm) падавина. Најснежнији месец забележен је фебруар 2010, са 36,9 in (94 cm) снежних падавина. Најснежнија сезона (јул–јун) забележена је 1995–1996, са 75,6 in (192 cm) снежних падавина. Најмање снега је било 1972–1973, са 2,3 in (5,8 cm) снежних падавина. Најранији сезонски траг снежних падавина десио се 10. октобра, и 1979. и 1925. године. Најновији сезонски траг снежних падавина десио се 9. маја, и 2020. и 1977.
| Клима Њујорка                           | Клима Њујорка | Клима Њујорка | Клима Њујорка | Клима Њујорка | Клима Њујорка | Клима Њујорка | Клима Њујорка | Клима Њујорка | Клима Њујорка | Клима Њујорка | Клима Њујорка | Клима Њујорка | Клима Њујорка |
| Показатељ \ Месец                       | .Јан.         | .Феб.         | .Мар.         | .Апр.         | .Мај.         | .Јун.         | .Јул.         | .Авг.         | .Сеп.         | .Окт.         | .Нов.         | .Дец.         | .Год.         |
| --------------------------------------- | ------------- | ------------- | ------------- | ------------- | ------------- | ------------- | ------------- | ------------- | ------------- | ------------- | ------------- | ------------- | ------------- |
| Апсолутни максимум, °C (°F)             | 22 (72)       | 24 (75)       | 30 (86)       | 36 (97)       | 37 (99)       | 38 (100)      | 41 (106)      | 40 (104)      | 39 (102)      | 34 (93)       | 29 (84)       | 24 (75)       | 41 (106)      |
| Средњи максимум, °C (°F)                | 3 (37)        | 5 (41)        | 10 (50)       | 16 (61)       | 22 (72)       | 26 (79)       | 29 (84)       | 28 (82)       | 24 (75)       | 18 (64)       | 12 (54)       | 6 (43)        | 16,6 (61,9)   |
| Просек, °C (°F)                         | 0 (32)        | 1 (34)        | 6 (43)        | 11 (52)       | 17 (63)       | 22 (72)       | 25 (77)       | 24 (75)       | 20 (68)       | 14 (57)       | 8 (46)        | 3 (37)        | 12,6 (54,7)   |
| Средњи минимум, °C (°F)                 | −3 (27)       | −2 (28)       | 2 (36)        | 7 (45)        | 12 (54)       | 17 (63)       | 21 (70)       | 20 (68)       | 16 (61)       | 10 (50)       | 5 (41)        | 0 (32)        | 8,8 (47,8)    |
| Апсолутни минимум, °C (°F)              | −21 (−6)      | −26 (−15)     | −16 (3)       | −11 (12)      | 0 (32)        | 7 (45)        | 11 (52)       | 10 (50)       | 4 (39)        | −2 (28)       | −14 (7)       | −25 (−13)     | −26 (−15)     |
| Количина падавина, mm (in)              | 105 (41,3)    | 80 (31,5)     | 111 (43,7)    | 109 (42,9)    | 119 (46,9)    | 98 (38,6)     | 117 (46,1)    | 107 (42,1)    | 107 (42,1)    | 98 (38,6)     | 110 (43,3)    | 100 (39,4)    | 1,261 (496,5) |
| Извор: Average Weather for New York, NY |               |               |               |               |               |               |               |               |               |               |               |               |               |

## Историја
Острво Менхетн било је насељено Ленапе Индијанцима у време када је откривено. Открио га је Италијан Ђовани Верацано. Тек 1609. године Енглез Хенри Хадсон нацртао је мапу острва. Насељавање Европљана почело је тек са оснивањем холандске трговине крзном. Насеље је 1613. названо Нови Амстердам, а налазило се на југу острва Менхетн. Петер Минојт је 1626. године откупио острва Менхетн и Стејтен Ајланд од Индијанаца за ђинђуве у вредности од 24$. Иако је ова легенда доста оспоравана, ова трансакција сматра се најуспешнијом у области некретнина свих времена. Године 1664, Енглези су током Другог англо-холандског рата освојили град и преименовали га у Њујорк (New York), у част енглеског Војводе од Јорка и Олбанија. Холанђани су га поново освојили 1673. у Трећем англо-холандском рату и граду дали ново име - Ново Орање. Годину дана касније, Холанђани су коначно предали целу колонију Нова Низоземска Британцима. У граду је 1712. године дошло до побуне тамнопутих робова у којој су страдала 9, а повређена су још 6 белаца.
Током 19. века, град се трансформише под утицајем прилива емиграната. Визионарски план за развој града, предвиђао је грађење мреже улица које ће се простирати широм Менхетна, што је и остварено 1811. године. Затим је 1819. године отворен и Ири канал који је повезивао атлантску луку са пољопривредним тржиштем САД и Канаде. До 1835. град Њујорк престигао је Филаделфију и постао највећи град САД. Чланови старе трговачке аристократије подржали су планове за изградњу Сентрал парка, који је постао први рељефни парк у неком америчком граду. Сентрал парк је изграђен 1857. године.
У другој половини 19. века стално је растао и број усељеника, Ираца, Италијана, Немаца и других који долазе у нади за бољим животом. Међутим, већина их пуно година остајала у сиротињским четвртима попут Фајв Појнтса или Бауерија. Размирице међу досељеницима повремено су прерастале у насилне сукобе, на пример у побуни око новачења, најгорим немирима у историји града.
Снажан раст условио је и промјене у управљању градом: године 1898. пет четврти – Менхетн, Бруклин, Ричхмонд (Стејтен Ајланд), Квинс и Бронкс – споразумно се уједињују у Велики Њујорк. Бронкс је делимично припадао градском подручју Њујорка већ од 1874, а Бруклин је до уједињења био један од највећих градова у САД. Ових пет четврти имају и данас одређени степен самоуправе, а њихови становници осећају припадност свом делу града, често повезану с етничким пореклом.

### 20. век
У првој половини 20. века град је постао светско индустријско и трговачко средиште. Велики берзански раст током „лудих двадесетих“ нагло се завршио крахом берзе на „црни уторак“, 24. октобра 1929. Привредна криза тридесетих година тешко је погодила Њујорк, а неспособна и корумпирана градска управа под водством градоначелника Џимија Вокера није успевала да се, упркос великом задуживању, носи са проблемима. Стопа незапослености прешла је 25%, а људи су губили не само радна мјеста него и станове, па су широм града изникла насеља страћара. Прекретница је био избор градоначелника Фјорела Лагвардије који је покренуо програме помоћи и јавних радова. У овом су раздобљу изграђени и неки од познатих њујоршких небодера, нпр. Емпајер Стејт Билдинг и Крајслер зграда.
После Другог светског рата и кратког раздобља оптимизма ствари су убрзо опет кренуле низбрдо. Припадници средње класе исељавали су се у предграђа, а и индустрија је напуштала град. Током шездесетих Њујорк су, као и многе друге америчке градове, потресали расни немири. У седамдесетима је дошло до експлозије криминала, а 1975. је због лоше фискалне политике град морао да прогласи стечај. Градоначелник Едвард Кох успео је да за време свог мандата (1978—1989) санира градске финансије. Волстрит је током привредног узлета у осамдесетима повратио водећу улогу у финансијском свету. Нови њујоршки градоначелник Рудолф Ђулијани је деведесетих политиком нулте толеранције и јачања полицијских снага успео да драстично смањи стопу криминала и врати граду ауру пожељног места за живот.

### 21. век
Њујорк је претрпео највећа разарања током терористичких напада 11. септембра 2001. године. Највиши градски небодери, близанци Светског трговачког центра су срушени и том приликом је близу 3000 људи изгубило своје животе. На месту срушених небодера предвиђена је изградња „Торња слободе“, заједно са још три пословне зграде, као и меморијалним центром и музејом.

## Изглед града

### Архитектура
Изглед Њујорка је један од најпрепознатљивијих у свету. Он заправо има три одвојена, подједнако позната, изгледа: Средњи Менхетн, Доњи Менхетн и центар Бруклина. Њујорк поседује архитектонски значајне зграде, изграђене у различитим стиловима: стил другог француског царства (The Kings County Savings Bank Building), готички (Вулворт билдинг), Арт Деко (Емпајер стејт и Крајслер билдинг), интернационални стил (Њу скул и Левер хаус) и пост-модерну (AT&T Building).
Стамбени делови града имају препознатљив изглед и разликују се од солитера и пословних четврти. Чине их елегантне куће од опеке и стамбене зграде грађене током наглог проширења града од 1870. до 1930. Камење и цигле су постале главни грађевински материјал пошто су дрвене конструкције забрањене након Великог пожара 1835. године. За разлику од Париза, који је вековима користио сопствену камену подлогу, Њујорк је увек морао да довлачи грађевински материјал са великих удаљености. Захваљујући томе, њујоршке стамбене зграде обилују различитим текстурама камена.
Према Геолошком заводу Сједињених Држава, ажурирана анализа потенцијалне штете од земљотреса у јулу 2014. године открила је „нешто мањи ризик за високе зграде“ у Њујорку него што је раније процењено. Научници су проценили да је овај смањени ризик заснован на мањој вероватноћи него што се раније мислило да ће се споро потресати у близини града, што би вероватније проузроковало штету вишим структурама од земљотреса у близини града. Менхетн је имао преко 500 милиона квадратних стопа пословног простора од 2022. године; пандемија ковида 19 и хибридни модел рада подстакли су разматрање конверзије комерцијалних простора у стамбене унутар центра Менхетна.

### Градске области
| Преглед градских области Њујорка | Преглед градских области Њујорка | Преглед градских области Њујорка | Преглед градских области Њујорка | Преглед градских области Њујорка | Преглед градских области Њујорка | Преглед градских области Њујорка | Преглед градских области Њујорка | Преглед градских области Њујорка |
| Надлежност                       | Надлежност                       | Становништво                     | Површина                         | Густина насељености              | БДП                              |                                  |                                  |                                  |
| Четврт                           | Округ                            | Попис (2020)                     | km2                              | по km2                           | милијарди $ (2022) 2             |                                  |                                  |                                  |
| -------------------------------- | -------------------------------- | -------------------------------- | -------------------------------- | -------------------------------- | -------------------------------- | -------------------------------- | -------------------------------- | -------------------------------- |
| Бронкс                           | Бронкс                           | 1.472.654                        | 109,2                            | 13,482                           | 51.574                           |                                  |                                  |                                  |
| Бруклин                          | Кингс                            | 2.736.074                        | 179,7                            | 15,227                           | 125.867                          |                                  |                                  |                                  |
| Менхетн                          | Њујорк                           | 1.694.251                        | 58,7                             | 28,872                           | 885.652                          |                                  |                                  |                                  |
| Квинс                            | Квинс                            | 2.405.464                        | 281,6                            | 8,542                            | 122.288                          |                                  |                                  |                                  |
| Статен Ајланд                    | Ричмонд                          | 495.747                          | 149                              | 3,327                            | 21.103                           |                                  |                                  |                                  |
| Град Њујорк                      | Град Њујорк                      | 8.804.190                        | 778,2                            | 11,314                           | 1.206.484                        |                                  |                                  |                                  |
| Држава Њујорк                    | Држава Њујорк                    | 20.201.249                       | 122.049,5                        | 166                              | 2.163.209                        |                                  |                                  |                                  |
| Извори:                          |                                  |                                  |                                  |                                  |                                  |                                  |                                  |                                  |

Њујорк се састоји од пет градских општина. Свака општина припада одговарајућем округу државе Њујорк као на слици испод. У самим општинама постоје на стотине градских четврти и многе од њих поседују значајну историју. Ако би општине Бруклин, Квинс, Менхетн и Бронкс биле независни градови, свака од њих би могла бити међу десет најмногољуднијих градова у Сједињеним Државама.
- Менхетн (Округ Њујорк; процена (2009. године) број становника: 1.629.054) је најгушће насељена градска општина и место где се налази већина градских облакодера, као и Сентрал парк. Општина је финансијски центар града и ту су седишта многих великих корпорација, Уједињених нација, бројних важних универзитета, као и многе културне атракције. Може се рећи да је Менхетн подељен на Горњи, Средњи и Доњи. Сентрал парк дели Горњи Менхетн на Горњу источну страну и Доњу источну страну а део према Бронксу назива се Харлем.
- Бронкс (Округ Бронкс; број становника: 1.397.287) је најсевернија њујоршка општина, место где се налази стадион Јенкија. Овде се налази и Кооп сити. Осим мале четврти на Менхетну познате под називом Марбл Хил, Бронкс је једини део града Њујорка који је се налази на копну Сједињених Америчких Држава. Овде је и највећи зоолошки врт у САД који се простире на 265 хектара (1,07 km²) и у коме се налази 6.000 животиња. Бронкс је место где је настала реп и Хип хоп култура.
- Бруклин (Округ Кингс; број становника: 2.567.098) се налази на на западном рту Лонг Ајленда и представља најмногољуднију општину Њујорка. Био је независан град до 1898. године. Бруклин је познат по својој културној, социјалној и етничкој разноликости, независној уметничкој сцени, четвртима и препознатљивом архитектонском наслеђу. Ово је такође и једина општина ван Менхетна која има свој центар. Општина има дугу обалу и Кони Ајланд који је основана 1870-их као једно од првих места за забаву у земљи.
- Квинс (Округ Квинс; број становника: 2.306.712) је највећа општина Њујорка по површини и представља округ САД који је етнички најразноврснији. Предвиђа се да би Квинс могао да престигне Бруклин по броју становника и тако постане најмногољуднија градска општина. Историјски гледано, Квинс је настао спајањем малих градова и села које су основали холандски досељеници а данас је то стамбени део Њујорка где живи средња класа. Ово је једини већи округ у САД, где је просечан приход међу афроамериканцима, око 52.000 $ годишње, већи него међу белцима. Овде се налази Сити филд, дом Њујорк метса, као и терен на коме се одржава Ју ес опен. Поред тога, овде су и два од три главна њујоршка аеродрома: Ла Гвардија и Аеродром Џон Ф. Кенеди (трећи је аеродром се налази у Њуарк (Њу Џерзи).
- Статен Ајланд (Округ Ричмонд; број становника: 491.730) од свих пет њујоршких општина највише подсећа на приградску. Стејтен Ајланд је повезан са Бруклином преко моста Вераѕано-Нароуз, а на Менхетн се путује трајектом. Овај трајект под називом Трајект Статен Ајланд је једна од најпопуларнијих туристичких атракција у Њујорку, јер пружа добар поглед на Кип слободе, острво Елис и Доњи Менхетн.

## Становништво
Њујорк је најнасељенији град у Сједињеним државама. Према процени из 2012. године у њему живи 8.336.697 становника, што је више него у два следећа највећа града заједно (Лос Анђелес и Чикаго). Према попису из 2010. године у град се уселило више становника него што је емигрирало.
Године 2020., град је имао процењену густину насељености од 29.302,37/sq mi (11.313,71/km2) , што га чини најгушће насељеним од свих већих општина у земљи (оне са више од 100.000 становника (од којих има неколико мањих градова), од 100.000) у суседном округу Хадсон у Њу Џерсију са већом густином, према попису из 2010. Менхетн са густином насељености (мерено 201) од 72.918/sq mi (28.154/km2) има највећу густину насељености од било ког округа у Сједињеним Државама и већом од густине било ког појединачног америчког града. Следећа три најгушћа округа у Сједињеним Државама, која се налазе од другог до четвртог, такође су општине Њујорка: Бруклин, Бронкс и Квинс.
Статистичари који се баве демографијом су 2006. године проценили да ће Њујорк имати између 9,2 и 9,5 милиона становника 2030. године. Градску популацију је 2010. године чинило 44% белаца (од којих 33,3% није имало латиноамеричко порекло), 25,5% афроамериканаца (од којих 23% није имало латиноамеричко порекло), 0,7% су били Индијанског порекла а 12,7% азијског.
Латиноамериканци чине 28,6% укупне градске популације. Највећи процентуални раст популације града Њујорка између 2000. и 2010. године, забележили су Азијски Американци. Број белаца се смањио за 3%, што представља најмањи пад белог становништва деценијама уназад. Афроамериканци су забележили пад своје популације и то је прва деценија када се то десило још од Грађанског рата. Густина становништва према подацима из 2010. године износила је 10,630 по km², а највиша је била у градској области Менхетн- 25,846 по km², што је чини најгушће насељеном области у САД.
Американаца азијског порекла у Њујорку, према попису из 2010. године, има више од милион, што је више од укупног броја у Сан Франциску и Лос Анђелесу. У Њујорку живи највећа азијска популација од свих америчких градова. Округ Квинс у Њујорку је дом највеће азијске америчке популације и највеће популације са Анда ( колумбијског, еквадорског, перуанског и боливијског) у Сједињеним Државама, а такође је и етнички најразноврснија урбана област на свету. Кинеско становништво чини најбрже растућу националност у држави Њујорк; више сателита оригиналне Кинеске четврти на Менхетну, у Бруклину, и око Флушинга, Квинс, напредују као традиционално урбане енклаве — док се такође брзо шире ка истоку у приградски округ Насо на Лонг Ајленду као градски регион Њујорка и Држава Њујорк постала је главна дестинација за нове кинеске имигранте, а велика кинеска имиграција се наставља у Њујорк и околна подручја, са највећа кинеска дијаспора у великом граду ван Азије, што укључује око 812.410 особа у 2015.
Њујорк има највећу европску и не-латиноу белу популацију од свих америчких градова. У 2.7 милиона у 2012. години, њујоршка популација белаца не-латиноса већа је од не-Хиспанске беле популације у Лос Анђелесу (1,1 милион), Чикагу (865.000) и Хјустону (550.000) заједно. Не-хиспанско бело становништво бројало је 6,6 милиона људи 1940. године. Нехиспанско бело становништво почело је да расте од 2010.
Европска дијаспора која живи у граду је веома разнолика. Према проценама пописа из 2012. године, било је око 560.000 Италијана, 385.000 Ираца, 253.000 Немаца, 223.000 Руса, 201.000 Пољака и 137.000 Енглеза. Поред тога, Грка и Француза Американаца је било по 65.000, а оних мађарског порекла процењено је на 60.000 људи. Украјинских и шкотских Американаца било је 55.000, односно 35.000. Број људи који идентификују порекло из Шпаније износио је укупно 30.838 у 2010.
Људи норвешког и шведског порекла има по око 20.000, док су људи чешког, литванског, португалског, шкотско-ирског и велшког порекла броје између 12.000 и 14.000. Арапских Американаца има преко 160.000 у Њујорку, са највећом концентрацијом у Бруклину. Људи из Централне Азије, првенствено Американци узбекистанског порекла, су брзо растући сегмент градске беле популације која није латиноамеричка, и броји преко 30.000, укључујући више од половине свих имиграната из Централне Азије у Сједињене Државе, који се највише насељавају у Квинсу или Бруклину. Албански Американци су највише концентрисани у Бронксу, док је Асторија у Квинсу епицентар америчке грчке културе као и кипарске заједнице.
Шире градско статистичко подручје Њујорка, са више од двадесет милиона људи, око педесет посто више од другопласираног Лос Анђелеса, је такође етнички разнолико, са највећом популацијом рођеном у иностранству у било којој метрополитанској регији у свет. Регион Њујорка и даље је далеко водећи градски пролаз за легалне имигранте примљене у Сједињене Државе, значајно премашујући комбиновани укупан број Лос Анђелеса и Мајамија. У њему живе највеће јеврејске и израелске заједнице изван Израела, са јеврејском популацијом у региону која је бројала преко 1,5 милиона у 2012. и укључује многе различите јеврејске секте, претежно са Блиског истока и источне Европе, и укључујући брзо растуће ортодоксне Јевреје становништва, такође највећи број ван Израела.
Укупно подручје града је такође дом за 20% америчких Индијаца и најмање 20 енклава у Малој Индији, и 15% свих Американаца Кореје и четири корејске четврти; највећа азијска индијска популација на западној хемисфери; највећа руско-америчка, италијанско-америчка и афроамеричка популација; највећа доминиканска Американка, порториканска Американка и јужноамеричка и друга највећа укупна хиспаноамеричка популација у Сједињеним Државама, која броји 4,8 милион; и укључује више успостављених кинеских четврти само у Њујорку.
Еквадор, Колумбија, Гвајана, Перу, Бразил и Венецуела су водеће земље извора из Јужне Америке за имигранте у регион Њујорка; Доминиканска Република, Јамајка, Хаити и Тринидад и Тобаго на Карибима; Нигерија, Египат, Гана, Танзанија, Кенија и Јужна Африка из Африке; и Ел Салвадор, Хондурас и Гватемала у Централној Америци. Због поновног раста порториканске миграције у Њујорк, ова популација се повећала на отприлике 1,3 милиона у метрополитанској области (ажурирано: 2013). Године 2022, Њујорк је почео да прима хиљаде латино имиграната аутобусима из државе Тексас, углавном пореклом из Венецуеле, Еквадора, Колумбије и Хондураса.
Од 2010. године, Мала Аустралија је настала и брзо расте, представљајући присуство Аустралије у Нолити на Менхетну. У 2011. години, у Њујорку је живело око 20.000 аустралијских становника, што је скоро четвороструко више од 5.537 колико их је било 2005. Квантас ервејз из Аустралије и Ер Нови Зеланд планирају дуге летове од Њујорка до Сиднеја и Окланда, који би се сврстали међу најдуже летове без заустављања на свету. Мала Шри Ланка се развила у четврти Томпкинсвил на Статен Ајланду.  Мали Сенегал, има седиште у Харлему. Ричмонд Хил, Квинс се често сматра „Малом Гвајаном“ због своје велике гвајанске заједнице, као и Пенџаб авеније (ਪਜਾਬ ਐਵਨਿਊ), или Мали Пенџаб, због велике концентрације Панџапаца. Мала Пољска се брзо шири у Гринпоинту у Бруклину.
| Група             | 2000.             | 2010.             |
| Белци             | 2.801.267 (35,0%) | 2.722.904 (33,3%) |
| Афроамериканци    | 2.129.762 (26,6%) | 2.088.510 (25,5%) |
| Азијати           | 787.047 (9,8%)    | 1.038.388 (12,7%) |
| Хиспаноамериканци | 2.160.554 (27,0%) | 2.336.076 (28,6%) |
| Укупно            | 8.008.278         | 8.175.133         |

| Година | Бр. становника |
| ------ | -------------- |
| 1790.  | 33.131         |
| 1800.  | 60.515         |
| 1810.  | 96.373         |
| 1820.  | 123.706        |
| 1830.  | 202.589        |
| 1840.  | 312.710        |
| 1850.  | 515.547        |
| 1860.  | 813.669        |
| 1870.  | 942.292        |
| 1880.  | 1.206.299      |
| 1890.  | 1.515.301      |
| 1900.  | 3.437.202      |
| 1910.  | 4.766.883      |
| 1920.  | 5.620.048      |
| 1930.  | 6.930.446      |
| 1940.  | 7.454.995      |
| 1950.  | 7.891.957      |
| 1960.  | 7.781.984      |
| 1970.  | 7.894.862      |
| 1980.  | 7.071.639      |
| 1990.  | 7.322.564      |
| 2000.  | 8.008.288      |
| 2008.  | 8.363.710      |

## Туризам
Туризам је једна од најважнијих индустријских грана у Њујорку са више од 40 милиона домаћих и страних туриста који посете град сваке године (овај статистички податак важи за претходних пет година). Главне туристичке атракције су Емпајер стејт билдинг, Кип слободе, Острво Елис; Бродвејска позоришта, музеји као што је Метрополитен, зелене површине као што су Сентрал парк и Вашингтон Сквер парк, Рокфелер центар, Тајмс сквер, луксузни шопинг центри дуж Пете и Медисон авеније и догађајима као што су парада за Ноћ вештица у Гринвич Вилиџу, Мејси парада за Дан захвалности и парада на дан Светог Патрика. Ту су још и сезонске активности попут клизања у Сентрал парку, зими на Трајбека филмском фестивалу, као и низ бесплатних представа. Поред главних туристичких подручја, посетиоце привлаче још и зоолошки врт у Бронксу, Кони Ајланд и Њујоршка ботаничка башта.
У 2010. години, Њујорк је посетило скоро 49 милиона туриста, а тај број је превазиђен са рекордних 50 милиона туриста у 2011. години.

## Медији
Њујорк је центар телевизијске, маркетиншке, музичке, и издавачке (новине и књиге) индустрије, а такође је највеће медијско тржиште у Северној Америци (после њега следе Лос Анђелес, Чикаго и Торонто). Неки од градских медијских конгломерата укључују Тајм Ворнер, Томсон Ројтерс корпорацију, Њуз корпорацију, компанију Њујорк тајмс, НБС јуниверзал, Херст корпорација и Виаком. Седам од осам највећих светских агенција за рекламирање имају своја седишта у граду. Две музичке издавачке куће из Велике четворке се налазе у Њујорку, Sony Music Entertainment и Warner Music Group. Universal Music Group и EMI такође имају велике канцеларије овде. Једна трећина свих независних америчких филмова је произведена у Њујорку.
Више од 200 дневних и недељних листова, као и 350 часописа имају своја представништва у граду. Издавачи књига запошљавају 25.000 људи. Две од три националне дневне новине у Сједињеним Државама су из Њујорка: The Wall Street Journal и Њујорк тајмс, који је освојио највише Пулицерових награда за новинарство. Главни таблоиди у граду су: Њујорк дејли њуз и Њујорк пост. У граду се издаје 270 новина и часописа на више од 40 језика, што је резултат велике етничке измешаности.
Телевизијска индустрија која је веома развијена у Њујорку запошљава значајан број радника. Четири главне америчке телевизијске мреже имају седиште у Њујорку: Еј-Би-Си, Си-Би-Ес, Фокс и Ен-Би-Си. Многи кабловски канали се такође налазе у овом граду, укључујући МТВ, Фокс њуз, ХБО и Комеди сентрал. Године 2005, више од 100 телевизијских емисија се снимало у Њујорку. Департман за информациону технологију и телекомуникације града Њујорка управља јавним радиодифузним сервисом nyctv, који је произвео неколико емисија који су освојили Еми награду.
Њујорк је и главни центар у некомерцијалних образовних медија. Најстарији телевизијски канал са јавним приступом у Сједињеним Државама је Manhattan Neighborhood Network, основан 1971. године. WNYC је јавна радио-станица која је била у власништву града до 1997. године и она има највећу слушаност међу јавним станицама у САД.

## Привреда
Њујорк је глобални центар међународног бизниса и трговине, и заједно са Лондоном и Токијом, најзначајнији је центар светске привреде. Средиште је банкарства и финансија, трговине, саобраћаја, туризма, некретнина, нових и традиционалних медија, оглашавања, правних услуга, рачуноводства, осигурања, позоришта, моде, и уметности у Сједињеним Државама. Њујоршка градска област је 2010. имала бруто друштвени производ од 1,28 билиона долара, што представља највећу регионалну економију у САД и, према IT Week, другу по величини јачину градске привреде иза јапанске престонице. Према Cinco Dias, Њујорк је контролисао 40% светских финансија, чинећи га највећим финансијским центром у свету.
Многе велике корпорације имају седиште у Њујорку, укључујући и њих са 45 листе Fortune 500. Њујорк је такође, јединствен међу америчким градовима по великој броју страних корпорација. Једно од десет радних места у приватном сектору града је у иностраној компанији. Менхетн је у 2001. години имао 32.860.000 m² пословног простора. Средњи Менхетн је највећи централни пословни дистрикт у Сједињеним Државама. Доњи Менхетн је трећи по величини централни пословни дистрикт у Сједињеним Државама и дом Њујоршке берзе, која се налази на Волстриту, а Наздак, представља прву и другу берзу по величини у свету, када се мери просечан обим дневног трговања укупна тржишна капитализација. Финансијске услуге доносе више од 35% прихода запосленима у граду.
Некретнине чине главну ставку у градској привреди, јер је укупна вредност све имовине у Њујорку била 802,4 милијарди долара 2006. године. Тајм Ворнер центар је имао највећу тржишну вредност у граду и она је износила 1,1 милијарду америчких долара. Њујорк је место где се налазе неке од највреднијих некретнина у САД, али и у читавом свету. У улици Парк авенија број 450, налази се пословна зграда која је продата за 510 милиона долара или 17.104 $/m² у јулу 2007. године.
Телевизија и филмска индустрија града је друга по величини у земљи, после Холивуда. Креативне индустрије попут нових медија, оглашавања, моде, дизајна и архитектуре рачунају на запошљавање нових радника, јер је велика конкуренција у овим привредним гранама у Њујорку.
Индустрије високе технологије попут биотехнологије, развоја софтвера, дизајна видео игара и интернет услуга су такође у порасту, захваљујући и томе што је град полазна/завршна тачка неколико трансатлантских магистралних линија оптичких каблова. Друге значајни сектори укључују медицинска истраживања и технологију, непрофитне организације и универзитете. Текстил, хемикалије, производи од метала, обрађена храна и намештај су неки од главних производа. Прехрамбена индустрија је од већих индустрија, најстабилнији производни сектор у граду. Индустрија хране има вредност од око 5 милијарди долара и запошљава више од 19.000 становника. Чоколада је водећи прехрамбени извозни производ, са 234 милиона долара прихода сваке године.

## Партнерски градови
Њујорк има 11 градова побратима:
- Токио, Јапан, 1960
- Пекинг, Кина, 1980
- Каиро, Египат,1982
- Мадрид, Шпанија, 1982
- Санто Доминго, Доминиканска Република, 1983
- Будимпешта, Мађарска, 1992
- Рим, Италија, 1992
- Јерусалим, Израел, 1993
- Лондон, Уједињено Краљевство, 2001
- Јоханезбург, Јужноафричка република, 2003
- Бразилија, Бразил, 2004
- Дубаи, Уједињени Арапски Емирати, 2007